# HTC Desire 616
HTC Desire 616是宏達電發表預載了Android 4.2及HTC Sense 5.0的智慧型手機。使用了MediaTek MT6592 1.7GHz 八核心處理器、5英寸 1280x720像素、F/2.0的大光圈800萬畫素相機、200萬畫素前置相機、HTC BoomSound™ 立體聲音響、Beats Audio™音訊技術，內建4GB ROM、1GB RAM，支援microSD最高可以擴充到64GB。除擁有HTC BlinkFeed™ 首頁外，更提供Video Highlights生活微電影能將拍攝的照片與影片自動轉輯為精華影片，內建多種主題特效與配樂及多種相片編輯功能，慢動作影片還可任意選擇片段，加以慢速播放。

## 外部連結
- HTC Product Page（页面存档备份，存于）